# Rezerwat przyrody Żurawiniec
Rezerwat przyrody Żurawiniec – rezerwat przyrody nieożywionej położony w północnej części Poznania, w niewielkim lasku przy ul. Jasna Rola, w sąsiedztwie Osiedla Żurawiniec.

## Charakterystyka i położenie

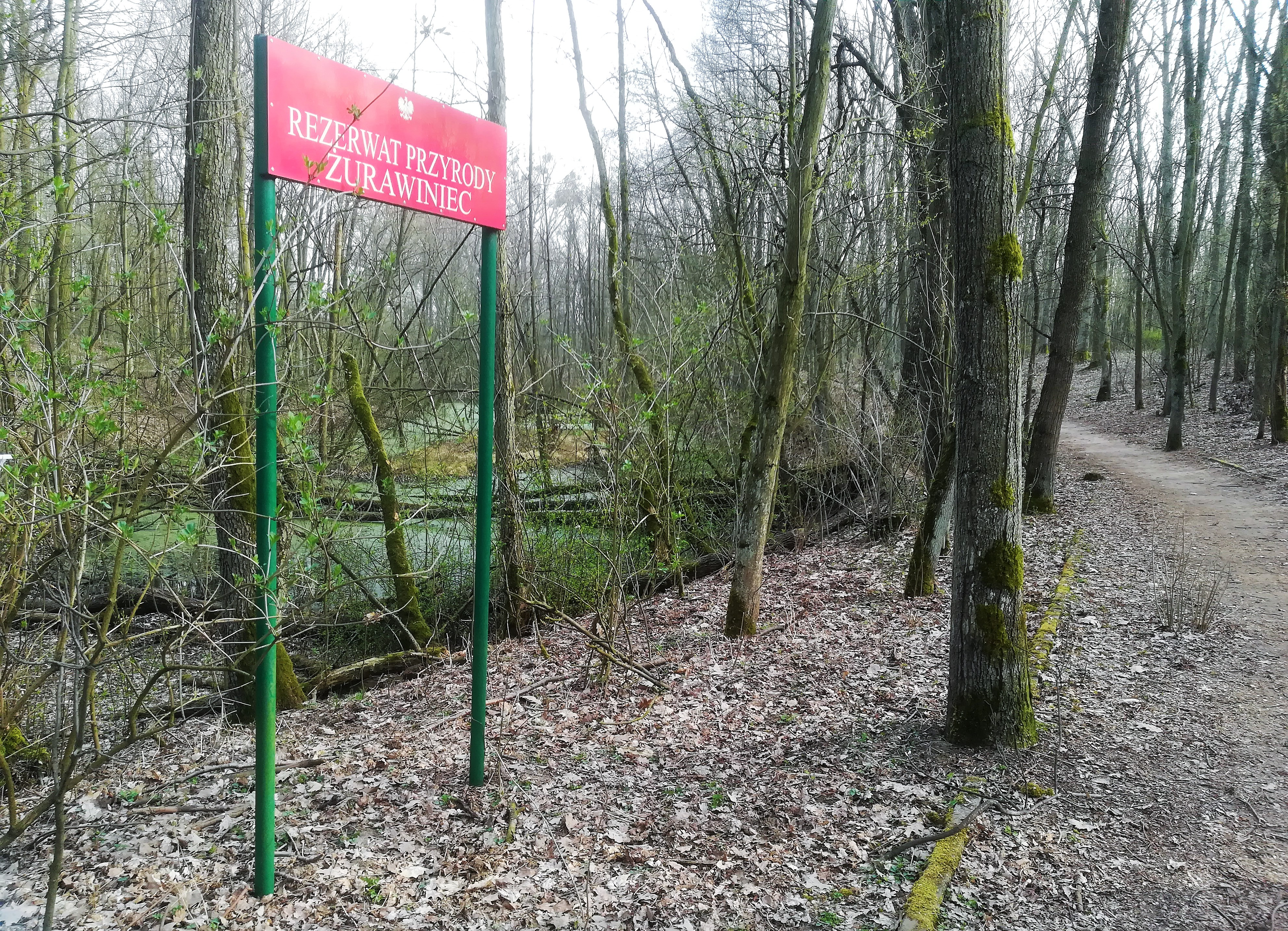
Tablica informacyjna

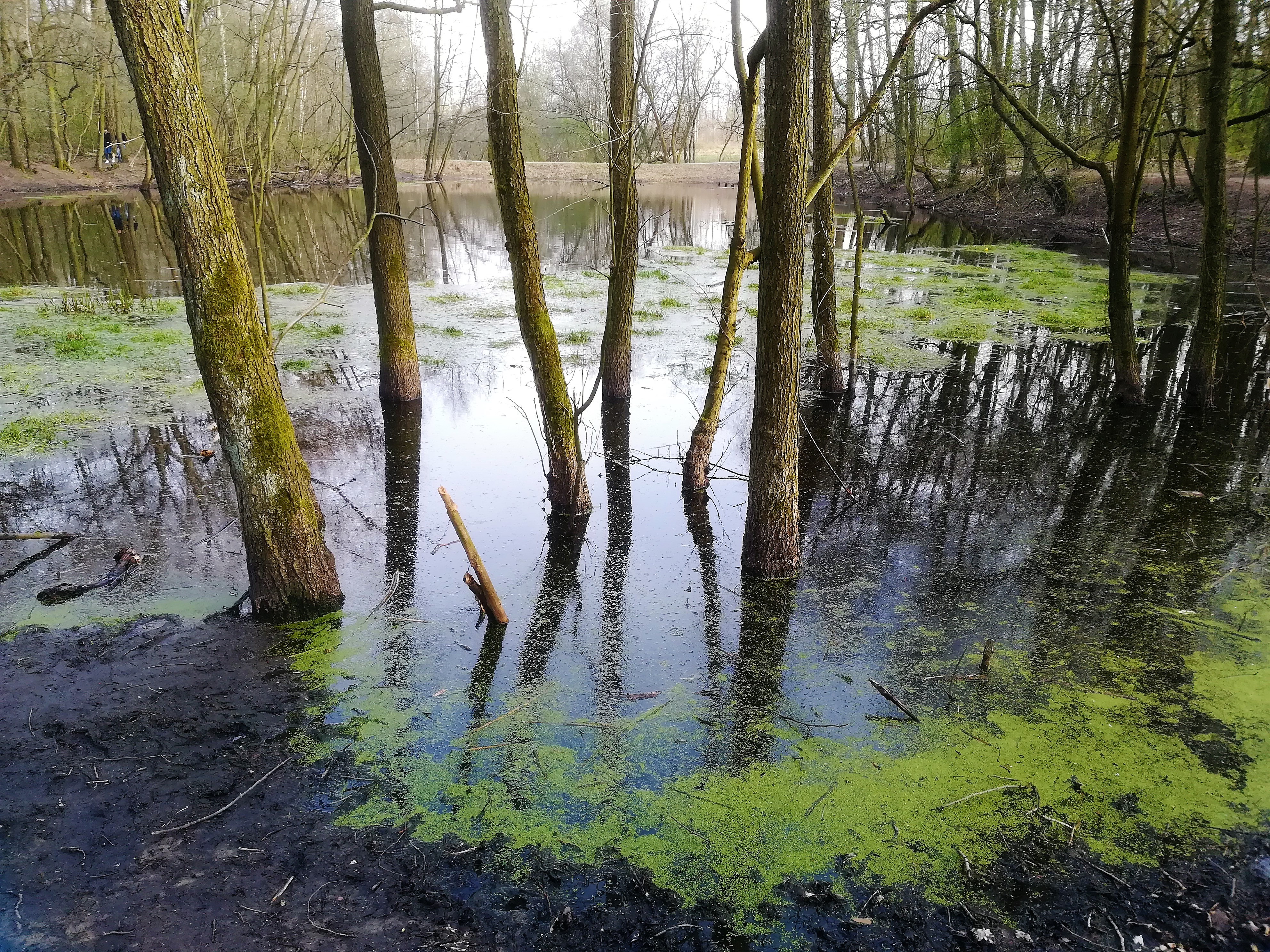
Jeden ze zbiorników wodnych

Został utworzony w 1959 r. z inicjatywy Heleny Szafran w celu ochrony zespołu roślinności torfowiska przejściowego. Torfowisko to wykształciło się w podłużnym, obecnie bezodpływowym zagłębieniu terenu, stanowiącym rynnę polodowcową. W południowej części rezerwatu zachował się niewielki, płytki zbiornik wodny.
Obecnie rezerwat usytuowany jest w bliskim sąsiedztwie blokowisk Piątkowa. Od strony wschodniej sąsiaduje z coraz bardziej intensywną zabudową mieszkaniową Naramowic, co pośrednio doprowadziło do całkowitej degradacji najcenniejszych elementów jego przyrody. Rezerwat jest popularnym miejscem spacerów.
30 listopada 2015 zakończono prace nad systemem doprowadzającym wodę do zniszczonego rezerwatu. W celu odbudowy pierwotnej roślinności i torfowiska konieczne było podniesienie poziomu wód gruntowych. Rewitalizacja została przeprowadzona z inicjatywy Zakładu Lasów Poznańskich, a poprzedziły ją dwuletnie badania pracowników Uniwersytetu im. Adama Mickiewicza, z Wydziału Nauk Geograficznych i Geologicznych oraz Wydziału Biologii.

## Przyroda
Rezerwat zajmuje powierzchnię 1,67 ha (akt powołujący podawał 1,47 ha). Na jego terenie występowały m.in. rosiczka okrągłolistna, żurawina błotna, siedmiopalecznik błotny, lipiennik Loesela, gwiazdnica bagienna, bobrek trójlistkowy, turzyca dzióbkowata, turzyca ciborowata, turzyca sztywna oraz mchy torfowe i inne rośliny objęte ochroną gatunkową. Obecnie flora i roślinność związane z torfowiskami mszarnymi (dla których utworzono rezerwat) całkowicie zanikły, m.in. na skutek zaburzeń stosunków wodnych, eutrofizacji i masowej penetracji terenu przez ludzi. Miejsce zbiorowisk torfowiskowych zajęły głównie szuwary trzcinowe i zdegradowane lasy o charakterze olsów i łęgów. Na teren rezerwatu wkroczyły też masowo gatunki obce, zawleczone na teren Polski przez człowieka, np. niecierpek drobnokwiatowy. Nadal utrzymuje się tu kilka gatunków roślin rzadko spotykanych w granicach Poznania (np. siedmiopalecznik błotny, wąkrota zwyczajna).
Na terenie rezerwatu stwierdzono występowanie grzybów: Ascobolus epimyces (w 2014), Hymenoscyphus lutescens (2015 w otulinie) oraz kruchaweczki długotrzonowej (w 2015).

## Podstawa prawna
- Zarządzenie Ministra Leśnictwa i Przemysłu Drzewnego z dnia 20 października 1959 r. w sprawie uznania za rezerwat przyrody (M.P. z 1959 r. nr 93, poz. 497)
- Obwieszczenie Wojewody Wielkopolskiego z dnia 4 października 2001 r. w sprawie ogłoszenia wykazu rezerwatów przyrody utworzonych do dnia 31 grudnia 1998 r. (Dziennik Urzędowy Województwa Wielkopolskiego z 2001 roku numer 123, pozycja 2401)
- Zarządzenie Regionalnego Dyrektora Ochrony Środowiska w Poznaniu z dnia 10 lutego 2015 r. w sprawie rezerwatu przyrody „Żurawiniec”